# Hai (sommergibile)
Lo Hai ("squalo" in lingua tedesca) fu un modello avanzato di sommergibile tascabile derivato dalla classe Marder; creato in Germania durante la seconda guerra mondiale, era destinato ad operare nell'unità K-Verband. Il suo prototipo però non si comportò bene durante i test e pertanto non ne furono prodotti altri esemplari.
La lunghezza di undici metri consentiva l'impiego di batterie più grandi rispetto ai Marder, conferendogli una velocità massima di 20 nodi in immersione.